# 2º Reggimento "San Marco"
Il 2º Reggimento "San Marco" (già Reggimento "Carlotto"), è un'unità militare di Fanteria di marina in forza alla Marina Militare Italiana, con funzioni di operazioni di interdizione marittima. Fa parte della Brigata marina "San Marco" che, compreso il Reggimento lagunari "Serenissima" in forza all'Esercito e le navi da sbarco della classe San Giorgio, forma la Forza di proiezione dal mare, la componente anfibia delle Forze armate italiane.

## Storia

### IlCarlotto
Il reggimento "Carlotto" è stato costituito nel 1991 e stanziato a Brindisi in una caserma intitolata a Ermanno Carlotto, l'eroe dell'impresa cinese, costruita appositamente in contrada Brancasi. Nella caserma oltre alla sede dei fucilieri di Marina si trovava il centro di addestramento dello SDI, il Servizio Difesa Installazioni; la caserma è dotata di un'area di addestramento presso le Isole Pedagne, vicino a Brindisi.
Il reggimento aveva compiti tecnico-logistici e di supporto al reggimento "San Marco".

#### Riorganizzazione logistica

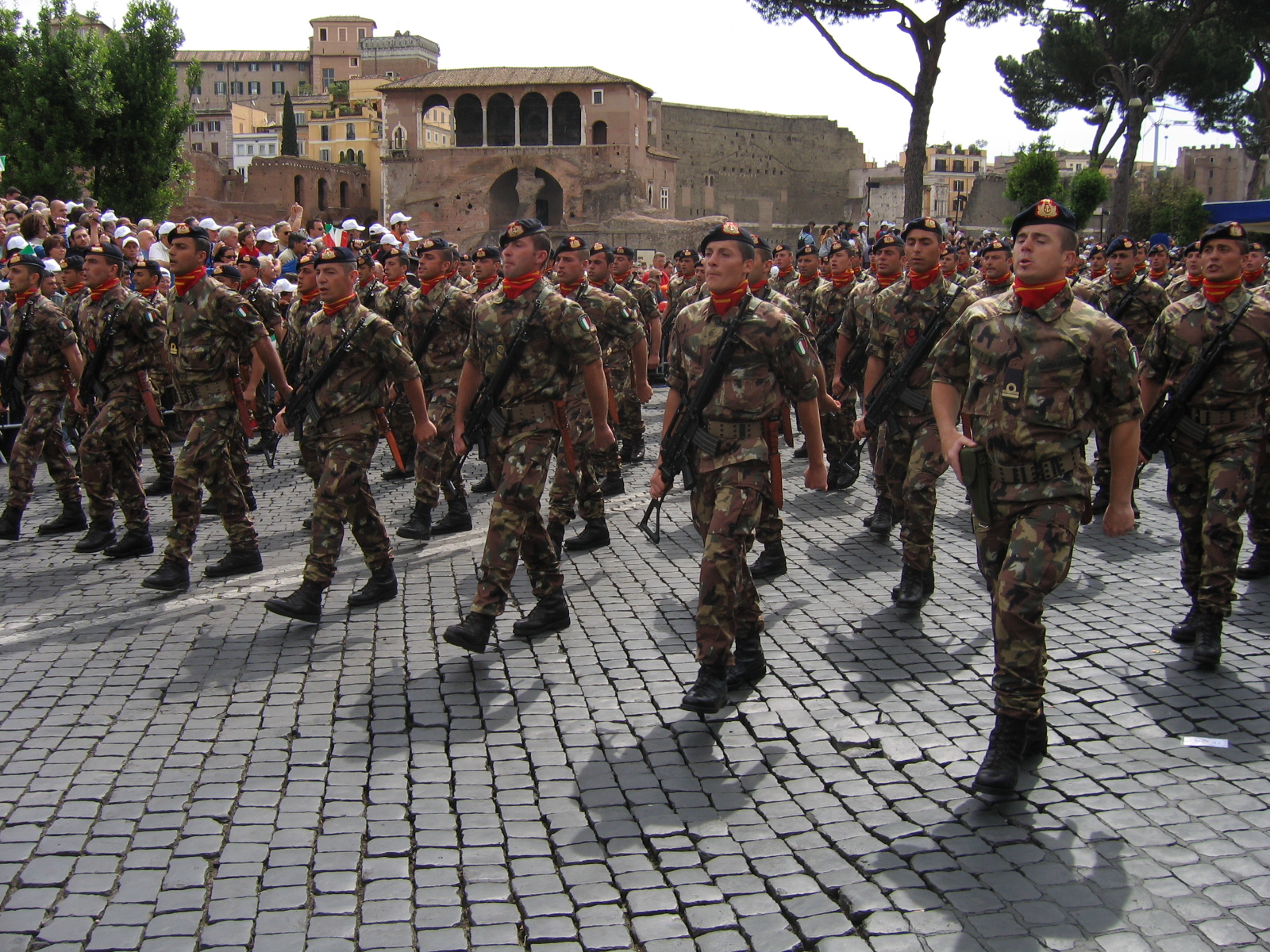
Marò alla parata del 2006

A partire dal 16 settembre 1996 il contingente è entrato a far parte della Forza da sbarco italo-spagnola (SILF), una forza da sbarco congiunta ispano-italiana, attivata il 23 novembre successivo e destinata ad operare nei teatri di combattimento internazionali per conto della NATO.
Il SILF è strutturato in forma di Brigata anfibia, composta da due reggimenti di manovra, da artiglierie e armi di supporto anticarro ed antiaeree, ricognitori e demolitori, genieri, elicotteri e supporto aereo, IFV e mezzi da combattimento o assalto.
Dal 1º ottobre 1999 il reggimento "Carlotto" è stato inquadrato nella "Forza da sbarco della Marina Militare", suddivisa in Reggimento San Marco, Reggimento Carlotto e in un "Gruppo mezzi da sbarco".
In virtù della molteplicità di competenze raccolte nel reggimento,era in grado di operare con autonomia in combattimento, sia in missioni di combattimento che nelle moderne missioni di mantenimento della pace.

### La ridenominazione
Dal 1º marzo 2013 è ridenominato "2º Reggimento "San Marco" e inquadrato nella Brigata marina "San Marco", sempre con sede a Brindisi. Il reggimento ha funzioni di operazioni di interdizione marittima, con capacità di effettuare visite ispettive a bordo di unità mercantili e comprende anche i Nuclei militari di protezione.
Viene così adeguato ai moderni scenari marittimi, fornisce alle navi impegnate a garantire la libertà di navigazione ai mercantili italiani in tutti i mari del mondo, i team di sicurezza per gli abbordaggi delle imbarcazioni da ispezionare. Inoltre, con i Nuclei militari di protezione che imbarcano sui mercantili battenti bandiera Italiana, contribuisce in modo efficace alla lotta contro la pirateria, proteggendo “dall'interno” le navi che assicurano gran parte dei nostri commerci con il resto del mondo.

## Organizzazione
- Nucleo mobilità
- Battaglione Operazioni Navali, su:
  - Due compagnie, ciascuna su dieci squadre navi
- Battaglione interdizione e protezione, su:
  - Compagnia protezione delle forze, su dieci squadre
  - Compagnia protezione porti, su dieci squadre[3]

## Mezzi ed equipaggiamenti

### Armamento
- Beretta 92FS (pistola semiautomatica 9 Parabellum)
- Colt M203 (lanciagranate 40mm)
- Beretta SC 70/90 (fucile d'assalto 5.56mm)
- Colt M4 (fucile d'assalto 5.56mm)
- Heckler & Koch MP5A3 (pistola mitragliatrice 9 Parabellum)
- FN Minimi (mitragliatrice di squadra 5.56mm e 7.62mm, di recente acquisizione)
- MG 42/59 (mitragliatrice di squadra 7.62mm)
- M-2HB Browning (mitragliatrice pesante 12.7mm)
- Instalaza C-90 (lanciarazzi usa e getta)
- Panzerfaust 3 (lanciarazzi)
- MILAN (sistema c/c a media gittata)
- BGM-71 TOW2 (sistema c/c a lunga gittata)
- FIM-92 Stinger (sistema antiaereo)
- Heckler & Koch MSG-90 (fucile di precisione 7.62mm)
- Accuracy International AWS / AWP (fucile di precisione 7.62mm)
- Barrett M82 (fucile di precisione antimateriali 12.7mm)
- McMillan M-87 (fucile di precisione antimateriali 12.7mm)
- Mortaio Breda 81mm (mortaio 81mm)
- Mortaio Thomson 120-RT (mortaio rigato 120mm)

### Veicoli
Corazzati
- VCC-1/VCC-2
- M-106
- AAV-7A1
- VM-90
- Iveco VTLM Lince
- Astra SM 44.31 ACTL

Aviazione
- Agusta-Bell AB 212
- AgustaWestland EH-101 ASH / TTH
- NH Industries NH 90 TTH (In futuro)

Vascelli
- LPD Classe San Giorgio